# Catedral de São Sebastião do Rio de Janeiro
A Catedral de São Sebastião do Rio de Janeiro, também conhecida como Catedral Metropolitana do Rio de Janeiro, é uma catedral católica localizada no Centro da cidade do Rio de Janeiro, no Brasil. Foi inaugurada em 1979, substituindo, como catedral da cidade, a Igreja de Nossa Senhora do Carmo.

## Aspectos gerais
Tendo sido criada em 1676, tanto no período em que foi Diocese, e depois, já na condição de Arquidiocese, o Rio de Janeiro nunca teve uma sede própria para sua Catedral, que sempre precisou servir-se de igrejas emprestadas, até 1972, quando pôde ser realizada a primeira missa na nova sede definitiva. Suas obras foram executadas entre 1964 e 1979.
A atual Catedral, feita em estilo moderno, apresenta formato cônico, com 106 metros de diâmetro, 75 metros de altura externa, 64 metros de altura interna e capacidade para 20 000 pessoas em pé. Um diferencial da edificação, de linhas retas e sóbrias, deve-se aos vitrais coloridos rasgados nas paredes até a cúpula. Seu projeto e execução foram coordenados pelo monsenhor Ivo Antônio Calliari (1918 - 2005).[carece de fontes?]

O projeto é do arquiteto Edgar de Oliveira da Fonseca: segundo alguns, inspirado nas naves do Projeto Apollo, como símbolo do futuro; segundo outros, inspirado nas pirâmides maias; com o diferencial de ter forma circular e cônica para significar "a eqüidistância e proximidade das pessoas em relação a Deus. A porta principal é formada por relevos em bronze e tem, como tema, a fé. O interior da catedral foi projetado pelo padre Paulo Lachen Maier. As esculturas são de Humberto Cozzo. A Capela do Santíssimo tem dois candelabros de Niccola Zanotto.

Igreja de São Sebastião dos Capuchinhos, no Morro do Castelo, primeira Catedral da cidade, durante a transladação dos restos mortais de Estácio de Sá, em 1922, antes da sua demolição. Acervo do Instituto Moreira Salles.
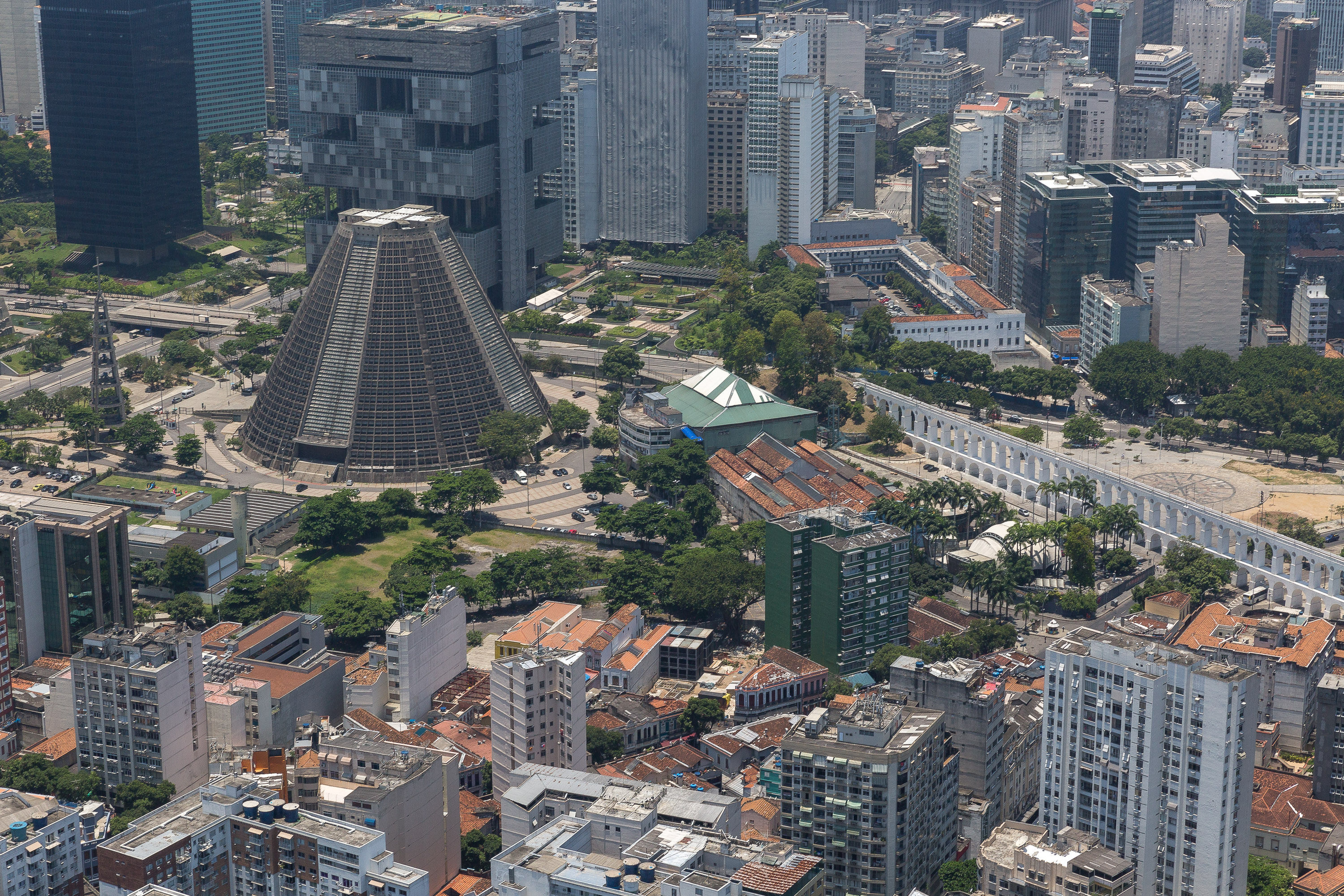
Foto aérea da catedral
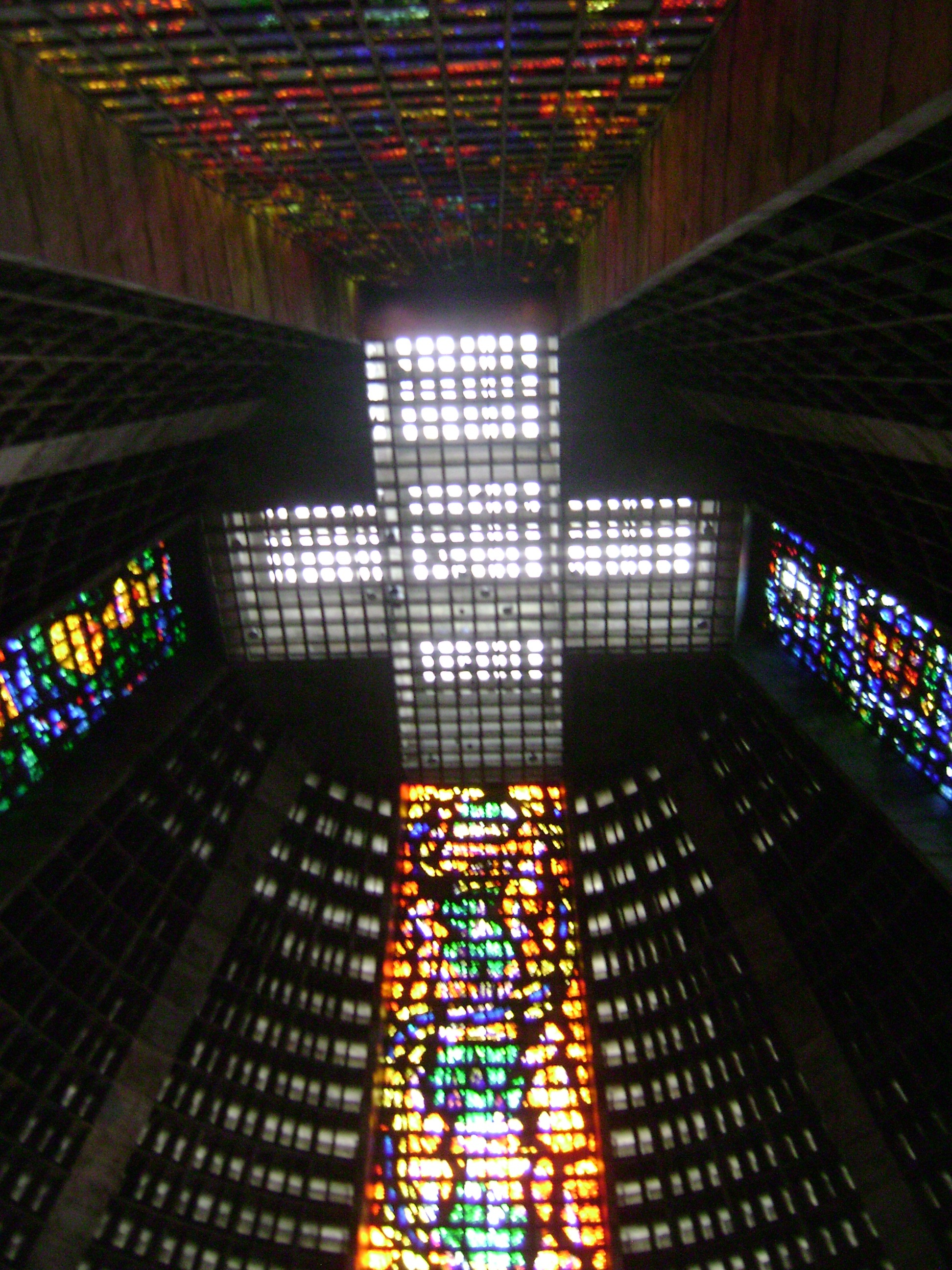
Teto da catedral
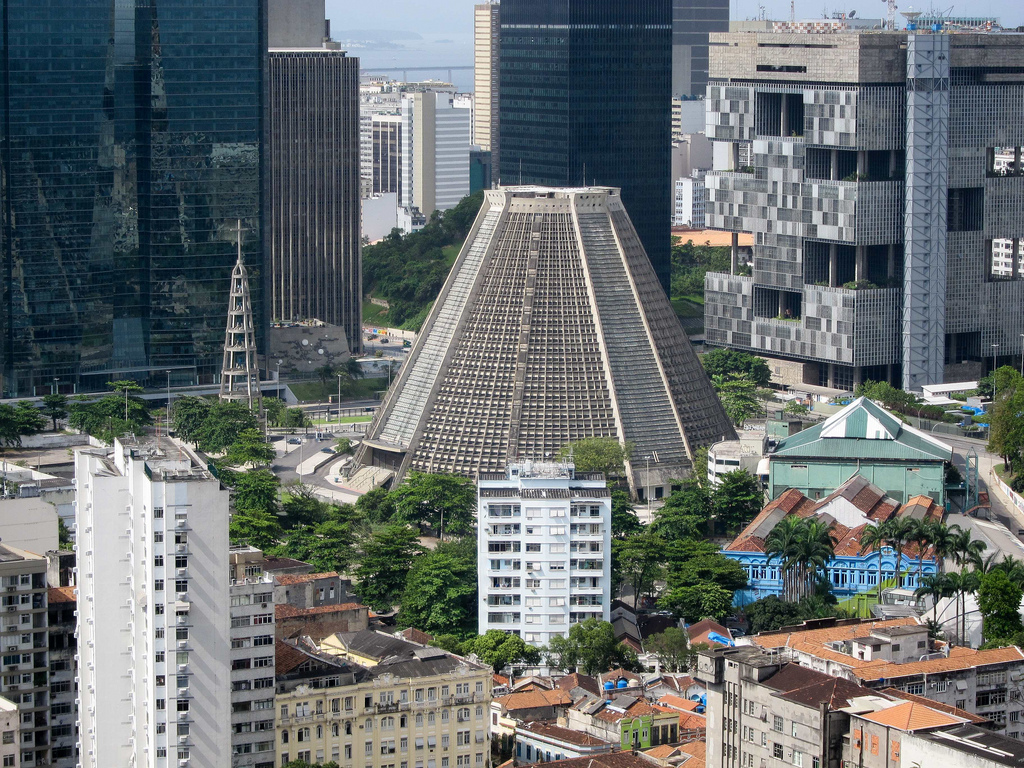
Vista do bairro de Santa Teresa
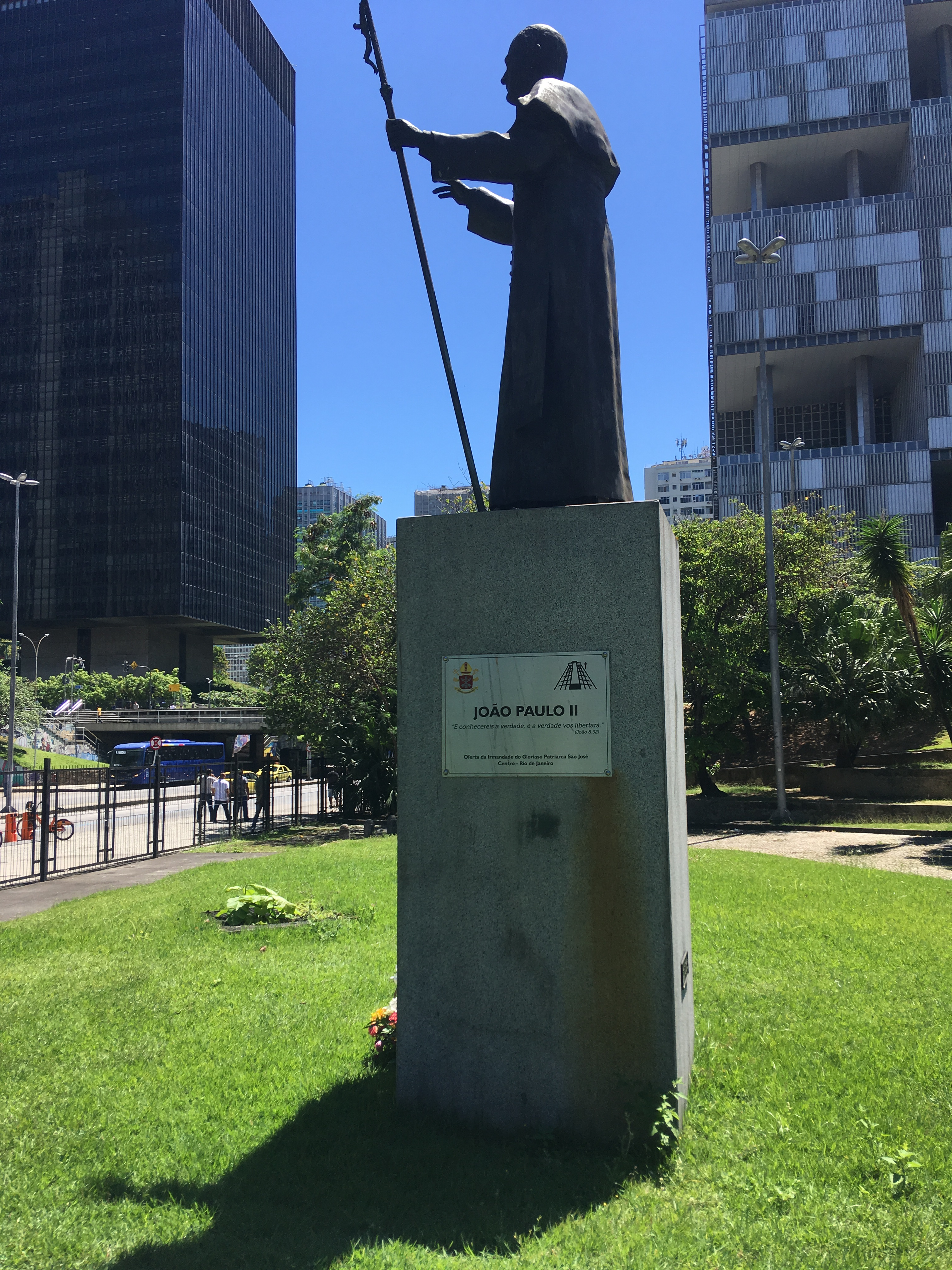
Estátua de São João Paulo II
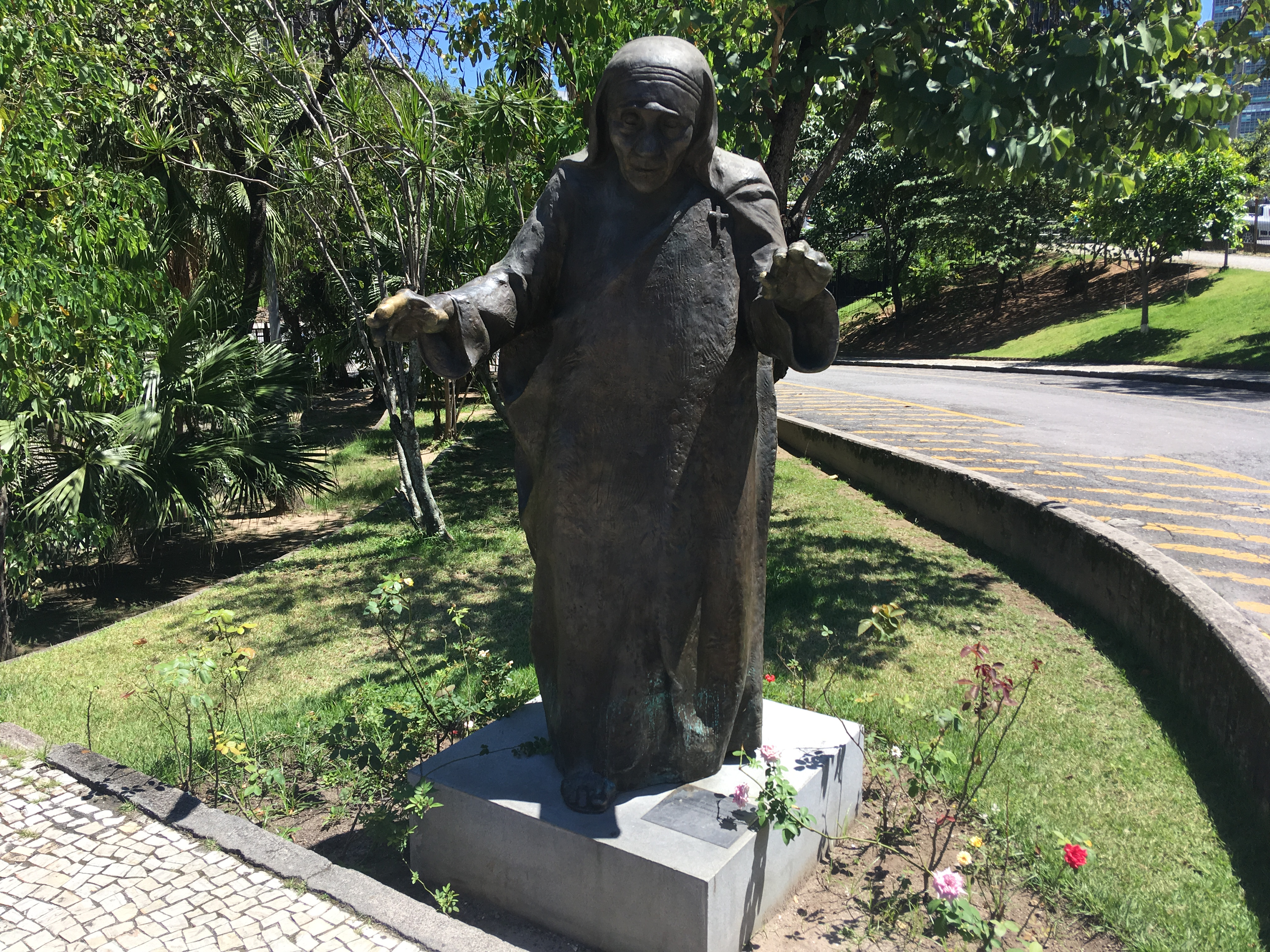
Estátua de Santa Teresa de Calcutá
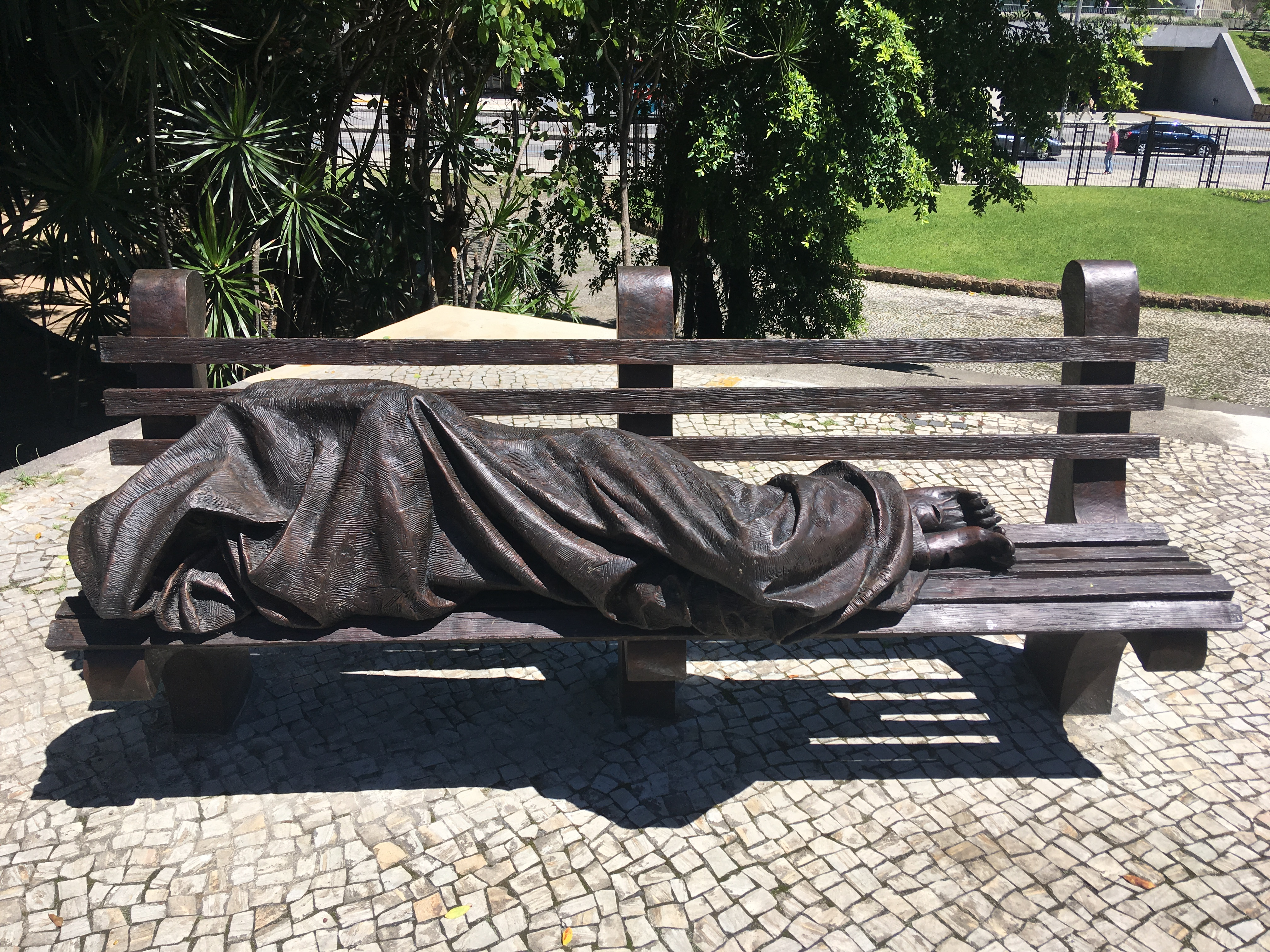
Estátua Jesus sem teto